# Fors skogskapell
Fors skogskapell är en kyrkobyggnad i Ragunda kommun. Den är församlingskyrka i Fors församling, Härnösands stift.

## Kyrkobyggnaden
Gravkapellet uppfördes åren 1963-1964 efter ritningar av Kjell Wretling. 13 september 1964 invigdes kapellet av biskop Ruben Josefson.

### Webbkällor
- Fors församling informerar